# Orientació sexual egodistònica
L’orientació sexual egodistònica és una afecció egodistònica caracteritzada per una percepció d'orientació sexual o per l'experiència d’una estranya atracció que no es correspon amb la imatge d'un mateix idealitzada, provocant ansietat i el desig que l’individu canviï o modifiqui la seva preferència sexual.

## Classificacions
L'Organització Mundial de la Salut situa l’orientació sexual egodistònica a la CIM-10, com un trastorn del desenvolupament sexual i l’orientació sexual. El diagnòstic de l'OMS està demostrat quan la identitat o orientació sexual és clara, però un pacient pateix un trastorn psicològic o de comportament que fa que vulgui canviar la seva orientació sexual. El manual assenyala que l'orientació sexual no és un desordre en si mateix.
La categoria diagnòstica de "homosexualitat egodistònica" es va eliminar del DSM, publicada per l'Associació Americana de Psiquiatria el 1987 (amb la publicació del DSM-III-R), però potencialment torna al DSM-IV sota la categoria "trastorn sexual no especificat" que inclou "angoixa marcada i persistent sobre l'orientació sexual pròpia".

## Diagnòstic
Quan l'Organització Mundial de la Salut elimina l'homosexualitat com a malaltia mental a la CIM-10, inclou el diagnòstic d'orientació sexual egodistònica a "Problemes psicològics i de comportament associats al desenvolupament sexual i l'orientació sexual".